# Undulambia marconalis
Undulambia marconalis is een vlinder uit de familie van de grasmotten (Crambidae). De wetenschappelijke naam van de soort is voor het eerst gepubliceerd in 1924 door William Schaus.
De soort komt voor in Peru.